# Дуброва (Курганская область)
Дуброва — деревня в Далматовском районе Курганской области. Входит в состав Уральцевского сельсовета.

## История
Образована в 1921 г. По данным на 1926 год выселок Краснопольский состоял из 9 хозяйств. В административном отношении входил в состав Тропинского сельсовета Далматовского района Шадринского округа Уральской области. В 1934 году выселок становиться центральной усадьбой вновь созданного свиносовхоза «Уралец». В середине 1950-х, после укрупнения совхоза и перевода центральной усадьбы в село Уральцевское, становиться 3-м участком совхоза.

## Население
| 1989 | 2002 | 2010 |
| ---- | ---- | ---- |
| 110  | ↘33  | ↘4   |

По данным переписи 1926 года на выселке проживало 55 человек (27 мужчин и 28 женщин), в том числе: русские составляли 100 % населения.

## Известные жители
- Наталья Матвеевна Харламова — свинарка совхоза «Уралец», Герой Социалистического Труда.